# BMW S68
Il BMW S68 è un motore a scoppio alimentato a benzina prodotto a partire dal 2022 dalla casa automobilistica tedesca BMW.

## Caratteristiche
Questo motore esordisce sulla BMW X7 ed è un V8 da 4.4 litri sovralimentato da due turbocompressori.
- architettura di tipo V8;
- angolo di 90° tra le due bancate;
- monoblocco in lega di alluminio;
- testate in lega di alluminio;
- testate a 4 valvole per cilindro;
- distribuzione a due assi a camme in testa per bancata (schema DOHC);
- distribuzione a fasatura variabile doppio VANOS e Valvetronic;
- albero a gomiti in un solo pezzo;
- bielle fratturate;
- alesaggio e corsa di 89x88.3 mm;
- cilindrata di 4395 cm³;
- alimentazione ad iniezione diretta (SFI);
- sovralimentazione mediante due turbocompressori con tecnologia Twin Scroll.

## Descrizione
Ha esordito per la prima volta nella BMW X7 in versione restyling a settembre 2022 nella versione M60i. Poche settimane più tardi la sua presentazione, il motore è stato montato sull'XM in una versione più potente. Inoltre, la versione base viene utilizzata anche nella BMW 760i per il mercato statunitense. 
L'S68 ha una corsa di 88,3 mm e lo stesso alesaggio del suo predecessore, ma il rapporto di compressione è stato maggiorito a 10,5:1. Ha un turbocompressore per bancata ed entrambi i sono posizionati al centro delle bancate ripreso dal precedente BMW S63; c'è un solo collettore di scarico. L'olio motore viene raffreddato da un radiatore esterno e per il circuito dell'olio viene utilizzata una pompa dell'olio di nuova concezione. Il motore è abbinato ad un sistema mild hybrid a 48 volt, con un motore elettrico da 9 kW (12 CV) e 200 Nm; a differenza dei precedenti sistemi Mild Hybrid di BMW, questo è installato all'interno della trasmissione. Il motore elettrico viene utilizzato anche per gli avviamenti a caldo, mentre gli avviamenti a freddo vengono eseguiti da un motorino di avviamento standard da 12 volt. Il sistema VANOS è a elettrico e non più idraulico. L'S68 soddisfa lo standard sulle emissioni Euro 6d. Il motore ha un regime massimo di rotazione pari a 7200 giri/min.